# Foni Brefet
Foni Brefet är ett distrikt i Gambia. Det ligger i regionen West Coast, i den västra delen av landet, 40 km sydost om huvudstaden Banjul. Antalet invånare var 14 523 vid folkräkningen 2013. De största orterna då var Bulock, Somita, Sutusinjang och Ndemban Japichum.